# شاطئ فوتورو (فلم)
شاطئ فوتورو (بالبرتغالية: Praia do Futuro، برايا دو فوتورو) فِلم درامي برازيلي-ألماني من إخراج كريم عينوز، ومن بطولة واغنر مورا وجيسويت باربوس. عرض الفلم للمرة الأولى في فئة المسابقة بمهرجان برلين السينمائي الدولي الدورة 64.

## الحبكة
في الفِلم، المُصَور في فورتاليزا وبرلين، يؤدي فاغنر مورا دور منقذ بحري دوناتو، الذي يعمل ببرايا دو فوتورو. عندما يفقد سائح ألماني حياته غرقًا، يشعر دوناتو فقدان السائح لحياته كان خطأه ويبدأ رحلة للهرب من ذاته الحالية. كلما تبعد، أخوه الأصغر، ايرتون (جيسويت باربوس)، يجتذبه للعودة.

## وصلات خارجية
- مقالات تستعمل روابط فنية بلا صلة مع ويكي بيانات

- شاطئ فوتورو  على قاعدة بيانات الأفلام على الإنترنت

لا توجد روابط لمواقع التواصل الاجتماعي.